# Distrito Escolar Independiente de Troy
El Distrito Escolar Independiente de Troy (Troy Independent School District) es un distrito escolar de Texas. Tiene su sede en Troy. Sirve a Troy, Belfalls, Little Mexico, Oenaville, y Pendleton. A partir de 2016 tiene 1.280 estudiantes y 160 empleados; gestiona cuatro escuelas. Se abrió en 1896.
Escuelas:
- Mays Elementary School
- Troy Elementary School
- Raymond Mays Middle School
- Troy High School